# Iriveri
Iriveri es una ciudad censal situada en el distrito de Kannur en el estado de Kerala (India). Su población es de 17231 habitantes (2011). Se encuentra a 11 km de Kannur y a 85 km de Kozhikode.

## Demografía
Según el censo de 2011 la población de Iriveri era de 17231 habitantes, de los cuales 7873 eran hombres y 9358 eran mujeres. Irikkur tiene una tasa media de alfabetización del 96,49%, superior a la media estatal del 94%: la alfabetización masculina es del 98,19%, y la alfabetización femenina del 95,11%.